# Trioceros serratus
Trioceros serratus là một loài thằn lằn trong họ Chamaeleonidae. Loài này được Mertens mô tả khoa học đầu tiên năm 1922.